# 圣物箱
圣物箱是存放与逝去圣人相关物品的容器，可以存有圣人的遗骸，如圣髑、衣服以及其他日常用品等。实际上圣物的权威性通常引发讨论，因此保存圣物箱的一些宗教场所也有着圣物出处相关的文献记载。圣物箱存在于基督教、佛教、印度教等宗教文化中，信徒会去放置圣物箱的教堂、寺庙朝圣祈求神明保佑。圣物箱也不仅仅存放宗教人物，如法国国王也会将自己的器官放于圣物箱内埋葬。